# Автентический оборот

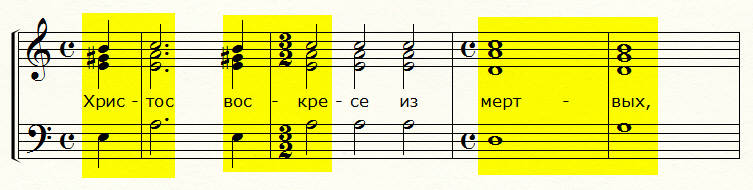
Пример 1. Пасхальный тропарь «Христос воскресе». Автентические обороты подсвечены жёлтым цветом

Автентический оборот — гармонический оборот из двух созвучий, в котором нижний голос совершает ход от основного тона первого созвучия к основному тону второго созвучия на кварту вверх или на квинту вниз. В мажорно-минорной тональности классического типа автентический оборот состоит из последовательности доминантового трезвучия и тонического трезвучия.

## Краткая характеристика
Автентический оборот — один из наиболее типичных гармонических оборотов в звуковысотной системе, известной как мажорно-минорная тональность. В музыкальной форме (конструкции) автентический оборот располагается как правило на месте каденции. По этой причине в музыковедческих трудах термины «автентический оборот» и «автентическая каденция» зачастую употребляются как синонимы.

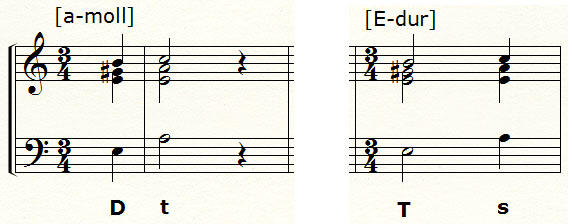
Пример 2. Гармонический оборот слева в тональности a-moll интерпретируется как автентический, гармонический оборот справа в тональности E-dur — как последовательность тоники и минорной субдоминанты

В тактовой акцентной метрике, которая лежит в основе мажорно-минорной тональности классико-романтической эпохи, аккорд доминантовой группы обычно располагается на слабом времени такта, а аккорд тонической группы — на сильном. Перемена метрического акцента, а также ритмического оформления длительностей в одном и том же гармоническом обороте влияет на его ладофункциональную трактовку (см. Пример 2 и статью Плагальный оборот).